# Лисянська Алла Борисівна
Алла Борисівна Лисянська (10 травня 1916, Київ — 19 липня 1943, Прага, Чехія) — українська художниця-графік. Працювала в еміграції у Чехії, Румунії та Богемії. 

## Біографія
Після поразки визвольних змагань разом з батьками емігрувала до ЧСР. Виховувалася в середовищі близькому до Олександра Олеся. 
На початку 1930-х роках навчалася у Вищій художньо-промисловій школі. У цей час її ім'я часто з'являлося в мистецьких рубриках часописів Праги. 
Працювала у видавництві «Самостійна думка» (Чернівці) в Румунії. У 1930—1940-х роках ілюструвала українські видання, створила обкладинки до творів Адріана Кащенка, Леоніда Мосендза (книга «Вічний корабель», 1940; «Зодіак», «Засів», обидві — 1941), Миколи Куліша («Мина Мазайло», 1940), Семена Будка для видавництв «Колос», «Пробоєм». 
Авторка серії листівок із портретами видатних українських письменників, громадських діячів, які з'явилися друком у празькому видавництві Юрія Тищенка. Їй також належать графічні портрети Тараса Шевченка, Івана Франка, Степана Смаль-Стоцького, Леоніда Мосендза, діячів національно-визвольного руху.
Померла 19 липня 1943 року, у віці 27 років від сухот, у Празі в умовах скрутного матеріального становища емігрантів.